# Otostegia
Otostegia, biljni rod medićevki smješten u tribus Leucadeae, dio potporodice Lamioideae. Pripada mu 8 vrsta grmova, uglavnom po Somaliji i Etiopiji, dok se jedna vrsta, Otostegia fruticosa, raširila i na Arapski poluotok, te u Kamerun . Otostegia fruticosa u etiopskoj tradicionalnoj medicini se koristi za liječenje nekoliko respiratornih poremećaja. 
Rod je opisan u Labiatarum Genera et Species 601. 1834.

## Vrste
1. Otostegia ericoidea Ryding
2. Otostegia erlangeri Gürke
3. Otostegia fruticosa (Forssk.) Schweinf. ex Penz.
4. Otostegia hildebrandtii (Vatke & Kurtz) Sebald
5. Otostegia migiurtiana Sebald
6. Otostegia modesta S.Moore
7. Otostegia tomentosa A.Rich.